# Tapis d'Oushak
Les tapis d'Oushak, d'Ushak ou d'Uşak (en turc : Uşak Kilimi) sont un type de tapis turc utilisant une famille particulière de motifs, appelés par convention d'après la ville d'Uşak en Turquie. Cette ville est l'une des plus grandes villes de l'ouest de l'Anatolie, et l'un des centres majeurs de production de tapis depuis le début de l'Empire ottoman jusqu'au début du XXe siècle (bien que ces motifs étaient également tissés dans d'autres régions).

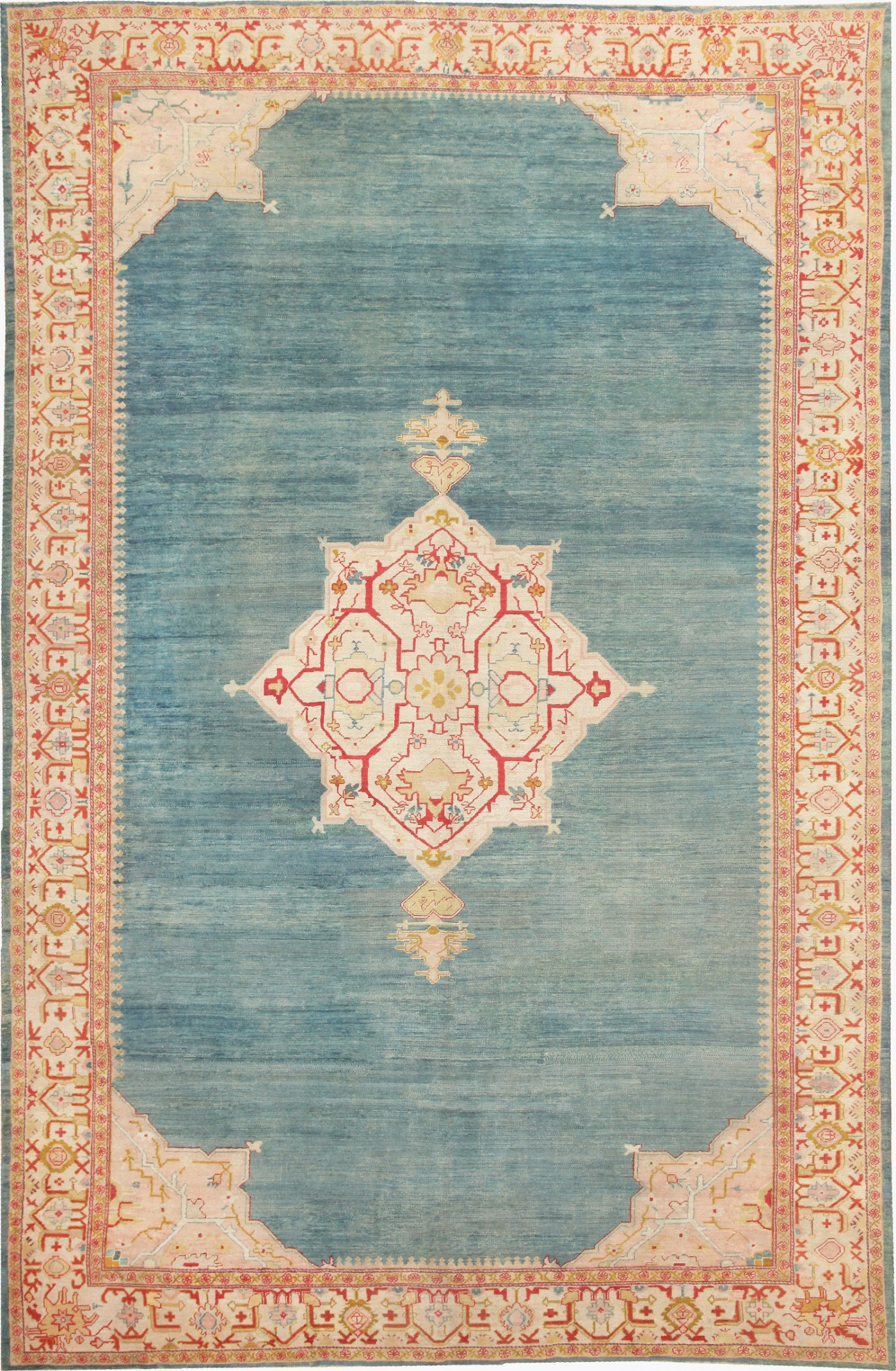
Des palmettes bien délimitées et de fines décorations botaniques ornent le médaillon au centre de ce tapis d'Oushak.
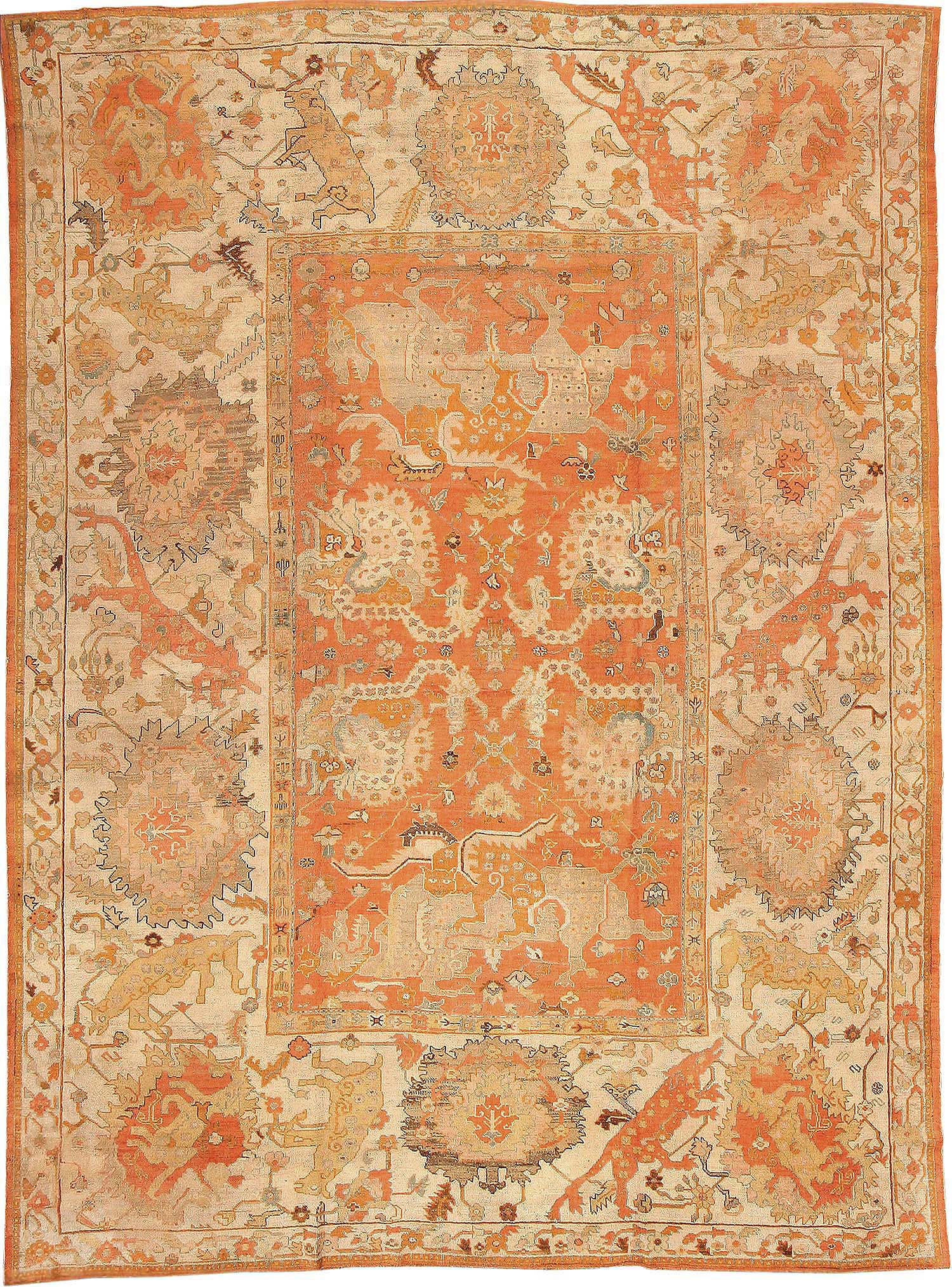
Un tapis d'Oushak ancien classique. Quatre dragons sinueux tournent autour du centre d'un champ d'abricot, alors qu'au-dessus et en dessous d'eux, des lions ailés bondissent sur d'autres créatures.
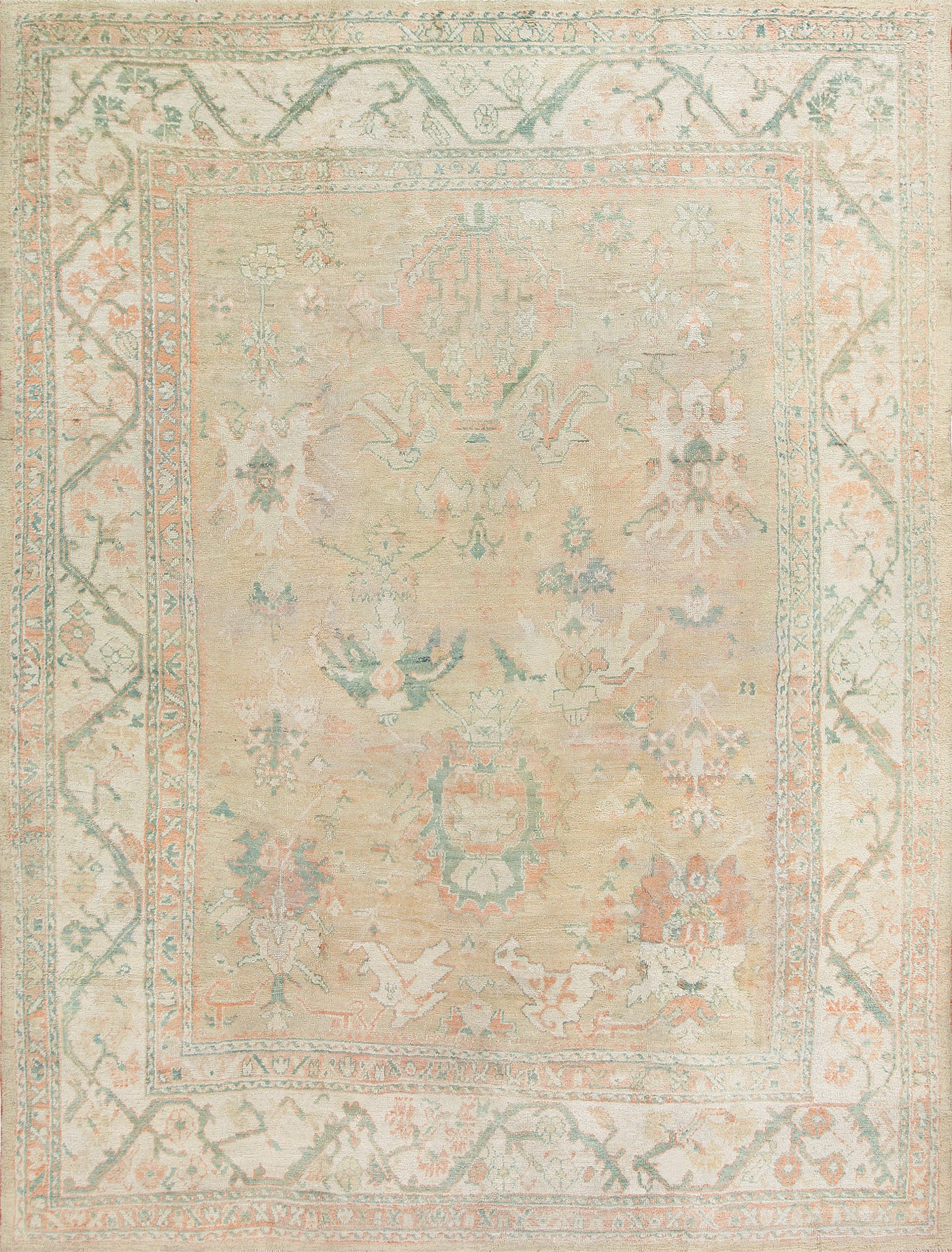
Les techniques de tricot artistique des tapis d'Oushak produisent un aspect unique.
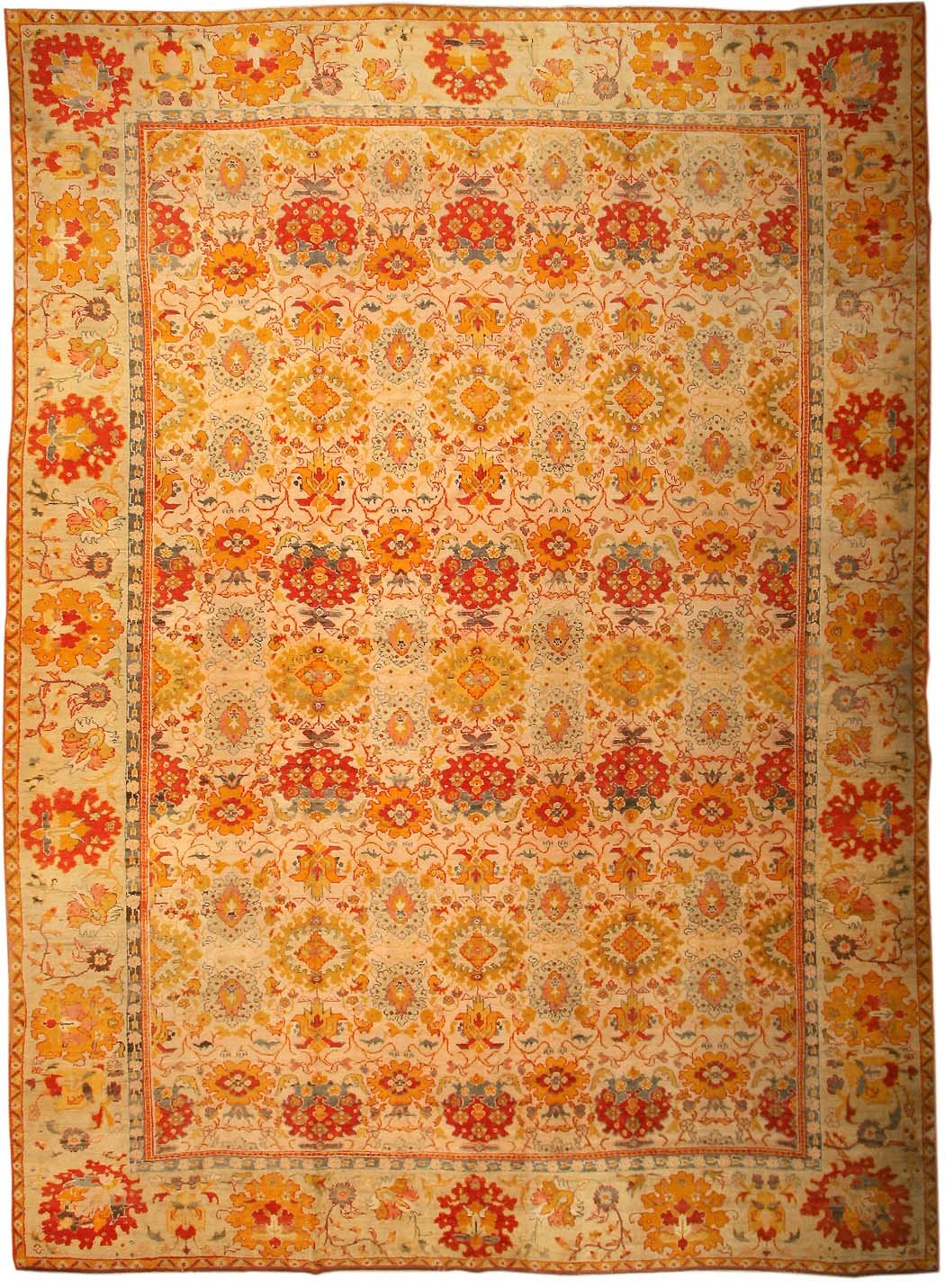
Tapis d'Oushak ancien.